# Estadio de San Íñigo
El estadio de San Íñigo es un recinto deportivo propiedad del Ayuntamiento de Calatayud, situado en la Ciudad Deportiva de Calatayud, España, cuenta con una capacidad de 2000 espectadores. Desde 1987 es el estadio del Atlético Calatayud.

## Historia
El campo de fútbol fue inaugurado en el año 1947 en unos terrenos próximos al Instituto Politécnico n.º 2 del Ejército, junto a las vías de ferrocarril y la Carretera N-2 que lo unía con la localidad.
En julio de 1968 se inaugura la Ciudad Deportiva, tras lo cual el estadio pasa a integrarse dentro del complejo deportivo municipal.
Desde 1987 es el estadio del Atlético Calatayud (refundado en 2005) que actualmente compite en la Regional Preferente de Aragón (Grupo II).
En la temporada 2003-2004 el equipo logra ascender a la Tercera División, categoría en la que permaneció hasta la temporada 2013-2014.
En julio del año 2022, se amplió las dimensiones del campo, que hasta entonces eran de 98x63 metros, dejándolas en las actuales de 102x64, ajustándose a las que marca la FIFA; de este modo se permitirá la disputa de partidos oficiales e internacionales en el campo bilbilitano.

## Ubicación y acceso
El estadio se encuentra dentro de las instalaciones municipales de la Ciudad Deportiva de Calatayud, se puede llegar en autobús urbano durante el verano al abrirse las piscinas.